# 旺代河畔莱韦吕尔
旺代河畔莱韦吕尔（法語：Les Velluire-sur-Vendée，法語發音：[le vɛlɥiʁ syʁ vɑ̃de]）是法国旺代省的一个市镇，属于丰特奈勒孔特区。该市镇于2019年由原市镇韦吕尔和勒普瓦雷叙韦吕尔合并而成，行政中心位于勒普瓦雷叙韦吕尔。

## 地理
旺代河畔莱韦吕尔（46°21'23"N, 0°53'43"W）面积26.60 平方千米，位于法国卢瓦尔河地区大区旺代省，该省份为法国西部沿海省份，北起大西洋卢瓦尔省和曼恩-卢瓦尔省，西临大西洋，南至滨海夏朗德省，东部及东南部与德塞夫勒省接壤。
与旺代河畔莱韦吕尔接壤的市镇（或旧市镇、城区）包括：旺代河畔欧谢、蒙特勒伊、维克斯、勒盖德韦吕尔、拉塔耶、武耶莱马赖、勒朗贡。
旺代河畔莱韦吕尔的时区为UTC+01:00、UTC+02:00（夏令时）。

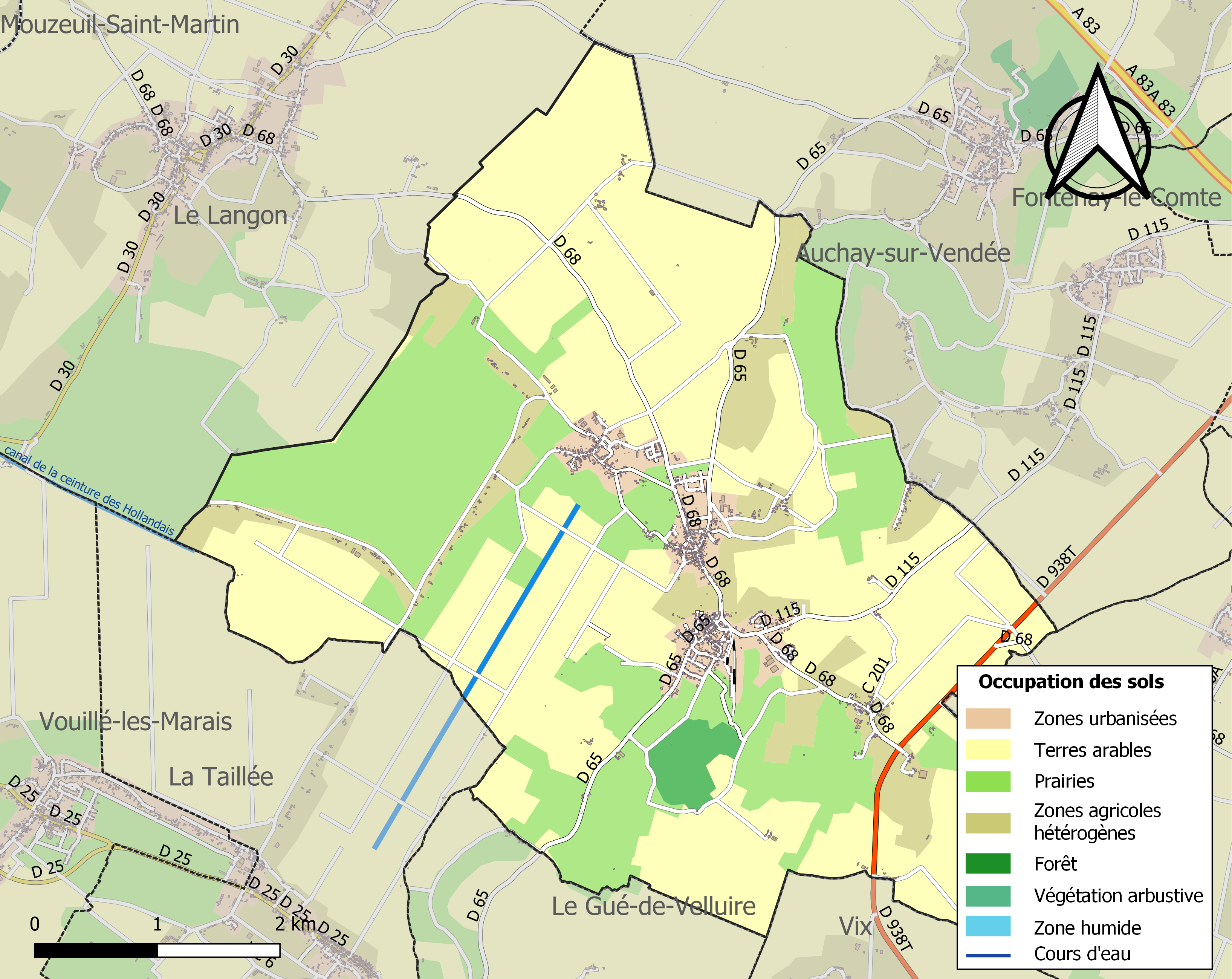
旺代河畔莱韦吕尔的OSM定位图

## 行政
旺代河畔莱韦吕尔的邮政编码为85770，INSEE市镇编码为85177。

## 政治
旺代河畔莱韦吕尔所属的省级选区为丰特奈勒孔特县。

## 人口
旺代河畔莱韦吕尔于2022年1月1日时的人口数量为1366人。